# Rhynchosciara brevicornis
Rhynchosciara brevicornis är en tvåvingeart som beskrevs av Rubsaamen 1894. Rhynchosciara brevicornis ingår i släktet Rhynchosciara och familjen sorgmyggor. Inga underarter finns listade i Catalogue of Life.